# Leksakslexikon
Leksakslexikon är ett lexikon över omkring 1200 leksakstillverkare från olika länder som varit verksamma under 1900-talet. De flesta tillverkarna kommer från Tyskland, England, Japan och USA. Betoningen ligger på litograferade plåtleksaker, men även tillverkare av dockor, spel, pussel, träleksaker, modellbilar med mera finns med. Författare till boken är Jan Myrtorp, som själv är leksakssamlare och som driver ett leksaksmuseum i Fjugesta. Förutom en katalog över leksakstillverkare från olika länder finns också en allmän ordlista (om leksaker) och ett 80-tal bilder av olika leksaker.